# Bryn Terfel
Bryn Terfel, CBE (Pantglas, Wales, 9 november 1965) is een hedendaags Welsh opera- en concertzanger. De bas-bariton wordt bewonderd om zowel zijn zangkwaliteiten als zijn charismatische aanwezigheid op het toneel. Aanvankelijk werd Terfel het meest geassocieerd met zijn rollen in Mozart-producties, in het bijzonder met Leporello, maar hij heeft zijn repertoire inmiddels uitgebreid met zwaardere rollen zoals die van Wagner.

## Jeugd
Terfel werd geboren als Bryn Terfel Jones in Pantglas, North Wales, als zoon van een boer; hij kende een andere bariton genaamd Delme Bryn-Jones en koos daarom voor Bryn Terfel als zijn professionele naam. Terfel was geïnteresseerd in muziek vanaf zeer jonge leeftijd en had er ook talent voor. Een vriend van de familie leerde hem hoe hij moest zingen, te beginnen met de traditionele Welshe liederen. Na het winnen van de nodige zangwedstrijden ging Terfel in 1984 naar Londen en schreef zich in bij de Guildhall School of Music and Drama, waar hij afstudeerde in 1989, en een gouden medaille won. In de BBC Cardiff Singer of the World Competition werd hij tweede na Dmitri Hvorostovski in datzelfde jaar, maar won wel de Liederen Prijs.

## Carrière
Terfel debuteerde in de opera als Guglielmo in Così fan tutte bij de Welsh National Opera in 1990 en later dat seizoen zong hij de titelrol in Het huwelijk van Figaro, een rol waarmee hij ook zijn debuut maakte bij de English National Opera in 1991.
In de Verenigde Staten maakte Terfel zijn debuut als Figaro bij de Santa Fe Opera. In 1992 trad hij voor het eerst op in de Royal Opera House, Covent Garden als Masetto in Don Giovanni, met Thomas Allen in de titelrol. Terfels internationale doorbraak kwam toen hij Jochanaan zong in Strauss' Salome op de Salzburger Festspiele in 1992. Terfel zong verder de rol van Figaro bij de Weense Staatsopera. Dat jaar tekende hij ook een exclusief opnamecontract bij Deutsche Grammophon, en keerde terug naar de Welsh National Opera om Ford in Falstaff te zingen. In 1993 nam hij de rol op zich van Wilfred Shadbolt in The Yeomen of the Guard, van Gilbert en Sullivan. Terfel liet weten dat "hij graag een "album van Gilbert and Sullivan aria’s op zou nemen."
In 1994 Terfel zong wederom de rol van Figaro, ditmaal bij Covent Garden, en trad op bij de Metropolitan Opera met dezelfde rol. Ook zong hij in Mahlers Achtste Symfonie tijdens het Ravinia Festival met als dirigent James Levine. In datzelfde jaar (en opnieuw in het jaar 2000) weerhield een operatie aan zijn rug hem ervan op te treden in diverse al afgesproken concerten en opera’s. In 1996 breidde hij zijn repertoire uit met de zwaardere rollen van Wagner: hij zong Wolfram in Tannhäuser bij de Metropolitan Opera, en Nick Shadow in The Rake's Progress van Stravinsky bij de Welsh National Opera.
In 1997 zong Terfel de rol van Figaro in La Scala, en in 1998 gaf hij een recital in Carnegie Hall met werken van onder andere Wolf, Fauré, Brahms, Schumann, Schubert. De titelrol van Don Giovanni zong hij voor het eerst in Parijs in 1999. Dat jaar zong hij ook de titelrol in Falstaff bij de Lyric Opera of Chicago.
In 2007 trad Terfel op tijdens het galaconcert ter gelegenheid van de opening van de Salt Lake Tabernacle met het Mormon Tabernacle Choir op op 6 en 7 april. Van 5 tot en met 7 juli zong Terfel de titelrol in een concertversie van Sweeney Todd in de Royal Festival Hall in Londen. Dit was een gezamenlijk idee van Bryn en zijn vriend de bas-bariton Dermot Malone.
Terfel was getrouwd met zijn jeugdliefde, Lesley, met wie hij drie kinderen heeft: Tomos, Morgan en Deio Sion. Zij woonden in de buurt van Caernarfon.

## Prijzen en onderscheidingen
In 2003 nam Bryn Terfel de Engelse onderscheiding Commander of the British Empire in ontvangst van de Prins van Wales en in 2006 was hij de tweede ontvanger van de Queen's Medal for Music (de eerste keer was die uitgereikt aan dirigent Sir Charles Mackerras).

## Faenol Festival
In 2000 begon Terfel het Faenol Festival in de buurt van Snowdonia in Wales. Aangekondigd als "Bryn Terfel's Faenol Festival" (vaak het "BrynFest" genoemd), is het een jaarlijks terugkerend muziekfestival geworden, met zowel internationaal bekende operazangers als veel artiesten uit Wales. In hetzelfde jaar werd de cd We'll Keep a Welcome - The Welsh Album, uitgebracht.